# Liczba gospodarstw indywidualnych w Polsce
Liczba gospodarstw indywidualnych w Polsce – kategoria ilościowa, która informuje o stanie jednostek produkcyjnych rolnictwa w ramach powszechnego spisu rolnego.

## Cele powszechnego spisu rolnego
W 2002 r. cele powszechnego spisu rolnego określano następująco:
- zapewnienie podstawowej bazy informacyjnej o gospodarstwach rolnych i związanych z nimi gospodarstwach domowych, koniecznej dla realizacji krajowej, regionalnej i lokalnej polityki rolnej i społecznej na wsi;
- dostarczenie informacji niezbędnych dla finalizowania procesów stowarzyszeniowych z Unią Europejską, jak i zapewnienia podstaw informacyjnych w pierwszych latach członkostwa zgodnie z wymogami UE oraz wykonanie zobowiązań Polski w zakresie dostarczenia informacji dla potrzeb organizacji międzynarodowych (FAO, OECD, Eurostat);
- zbudowanie i aktualizacja statystycznych operatów losowania prób do różnotematycznych badań reprezentacyjnych.

W 2010 r. cele powszechnego spisu rolnego przedstawiały się następująco:
- dostarczenia informacji z dziedziny rolnictwa w zakresie i terminach określonych przez Komisję Europejską;
- zapewnienia bazy informacyjnej o gospodarstwach rolnych i związanych z nimi gospodarstwach domowych, koniecznej dla realizacji krajowej, regionalnej i lokalnej polityki rolnej i społecznej na wsi;
- analizy zmian, jakie zaszły w rolnictwie na przestrzeni kolejnych 10 lat;
- wykonania zobowiązań Polski w zakresie dostarczenia informacji dla potrzeb innych niż Eurostat organizacji międzynarodowych (FAO, OECD);
- aktualizacji pospisowej statystycznego rejestru gospodarstw rolnych i leśnych, a tym samym przygotowanie operatów do różnotematycznych badań reprezentacyjnych z zakresu rolnictwa.

## Liczba gospodarstw indywidualnych w latach 1950–2002
W 1971 r. do gospodarstw indywidualnych zaliczano: 
- gospodarstwa prowadzone przez rolników indywidualnych na gruntach własnych lub dzierżawionych;
- pracownicze ogrody działkowe;
- inne grunty użytkowane rolniczo;
- nie posiadające użytków rolnych gospodarstwa właścicieli zwierząt gospodarskich.

W 2002 r. za gospodarstwo indywidualne uważano gospodarstwo rolne o powierzchni użytków rolnych od 0,1 ha, będące własnością lub znajdujące się w użytkowaniu osoby fizycznej lub grupy osób. 
Według danych powszechnych spisów rolnych przeprowadzanych co dziesięć lat, liczba gospodarstw indywidualnych przedstawiała się następująco:
- 1950 r. – 3168,5 tys., w tym 2762,0 tys. powyżej 1 ha;
- 1960 r. – 3591,9 tys., w tym 2937,3 tys. powyżej 1 ha;
- 1970 r. – 3399,0 tys., w tym 2736,8 tys. powyżej 1 ha;
- 1980 r. – 2897,0 tys., w tym 2463,0 tys. powyżej 1 ha;
- 1990 r. – 2564,9 tys., w tym 2137,9 tys. powyżej 1 ha;
- 2002 r. – 1951,7 tys., w tym 1881,0 tys. powyżej 1 ha.

Przeprowadzenie spisu rolnego w 2002 r. dokonano z dwuletnim opóźnieniem, co wiązało się z procesem akcesyjnym Polski do Unii Europejskiej i potrzebą poznania kondycji społeczno-gospodarczej gospodarstw rolnych.

## Liczba gospodarstw indywidualnych latach 2010-2020
W Rozporządzeniu Parlamentu Europejskiego i Rady (UE) z 2018 r. za „gospodarstwo rolne” uznaje się oddzielną jednostkę, zarówno pod względem technicznym, jak i ekonomicznym, która posiada własne kierownictwo i która prowadzi działalność gospodarczą w rolnictwie zakresie utrzymywania gruntów w dobrej kulturze rolnej zgodnej z wymogami ochrony środowiska na obszarze gospodarczym Unii.
Według Głównego Urzędu Statystycznego za indywidualne gospodarstwo rolne uznaje się gospodarstwo o powierzchni 1 ha i więcej użytków rolnych oraz gospodarstwa o powierzchni poniżej 1 ha prowadzące działy specjalne produkcji rolnej o znaczącej skali.
Według danych powszechnych spisów rolnych w 2010 i 2020 r. liczba indywidualnych gospodarstw rolnych przedstawiała się następująco:
- 2010 r. – 1509,1 tys., w tym 1484,2 tys. powyżej 1 ha;
- 2020 r. – 1317,0 tys., w tym 1291 tys. powyżej 1 ha.